# Neolitsea parvigemma
Neolitsea parvigemma är en lagerväxtart som först beskrevs av Bunzo Hayata, och fick sitt nu gällande namn av Kaneh. & Sasaki. Neolitsea parvigemma ingår i släktet Neolitsea och familjen lagerväxter. Inga underarter finns listade i Catalogue of Life.